# Anna Čermáková
Anna Čermáková (22. listopadu 1868 Sklenařice – 14. července 1944 Praha) byla česká pedagožka a redaktorka.

## Životopis
Rodiče Anny Čermákové byli: Ambrož Čermák, mlynář a Anna Čermáková-Etlová. Měla bratra Antonína Čermáka (12. června 1871).
Anna Čermáková byla ředitelkou měšťanské školy. Autorka mnohých pedagogických statí a redaktorka pedagogické části Časopisu českých učitelek. Členka Pedagogické jednoty Komenského. Přebývala v Praze-Vršovicích na adrese Charvatská 691/8.

## Dílo

### Články
- Intelligence a vůle – Pedagogické rozhledy, 1911[2]
- Učení o dítěti na školách dívčích – Pedagogické rozhledy, 1912[3]
- K otázce koedukace – Česká škola, 1914[4]
- O národnostním citu a jeho významu[5]
- Z myšlení v r. 1914[6]
- Doba dospívání a její nebezpečí[7]
- Klasifikace žactva[8]
- Jedno potřebné[9]
- Školství v našem státě[10]
- Římské listy[11]